# Rudy Royston

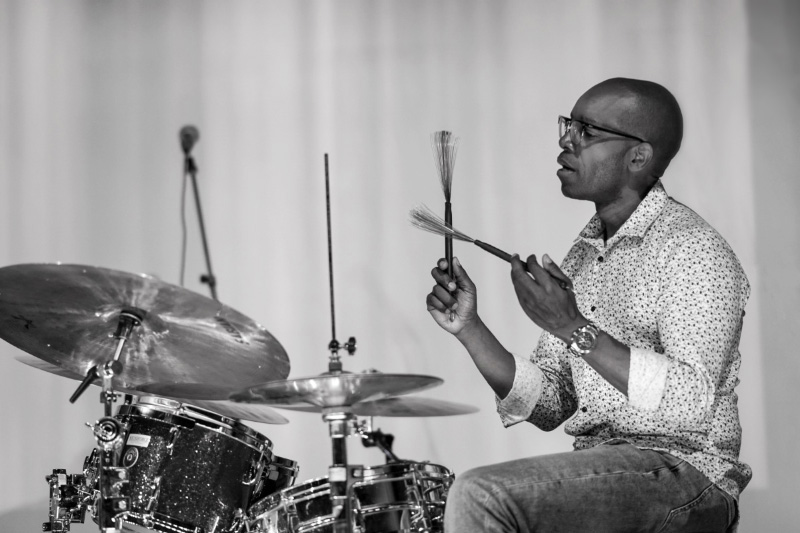
Rudy Royston
Aarhus Jazz Festival 2019

Rudy Royston (* um 1971 in Fort Worth) ist ein US-amerikanischer Jazzmusiker (Schlagzeug, Komposition).

## Leben und Wirken

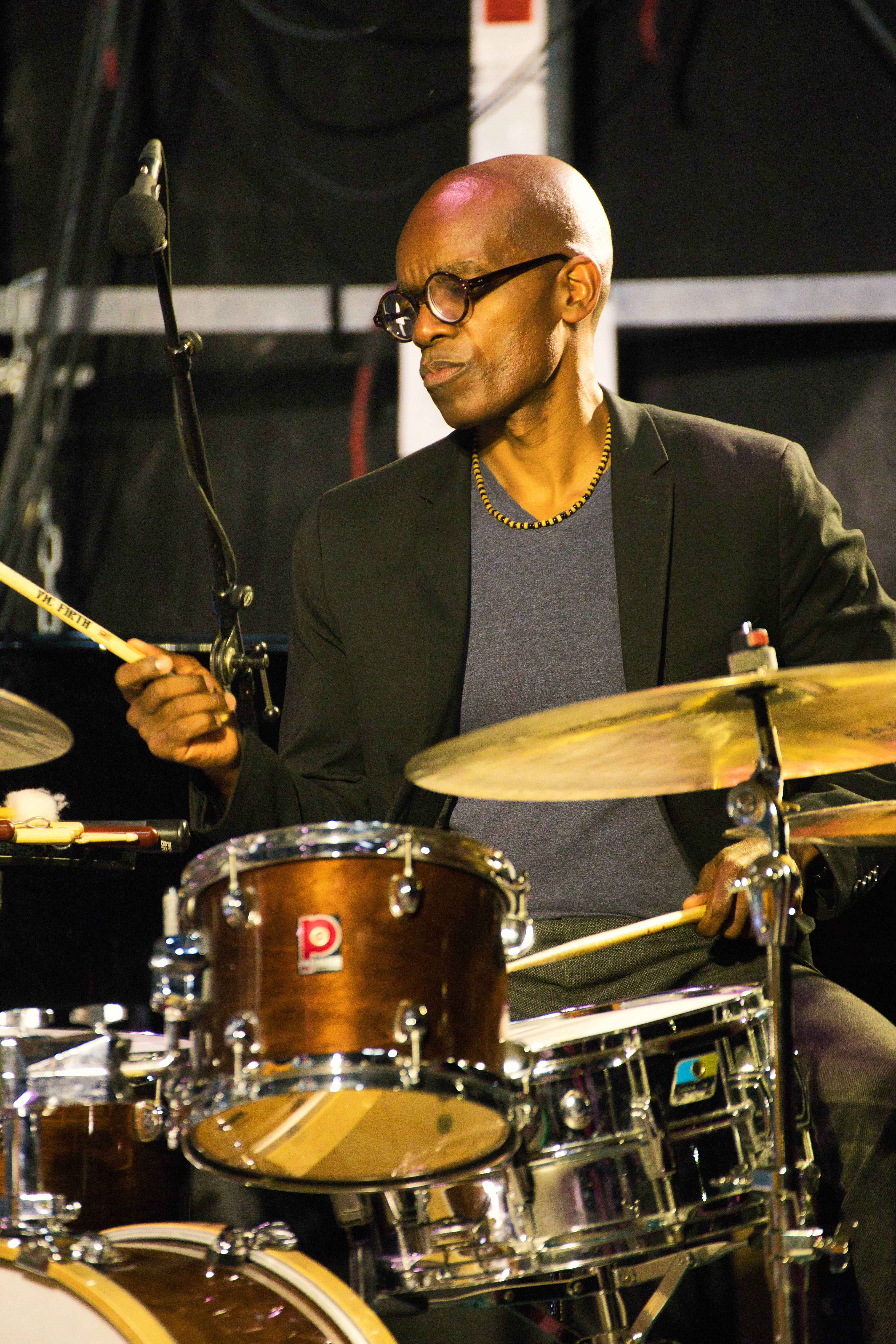
Rudy Royston auf dem INNtöne Jazzfestival 2021.

Royston wuchs als jüngstes von fünf Geschwistern in Denver, Colorado auf und begann schon früh, Schlagzeug und Perkussion zu spielen. Er studierte Marschmusik-Perkussion, klassische Perkussion und Jazz an der University of Northern Colorado, am Metropolitan State College of Denver und an der University of Denver, an der er den Bachelor of Arts in Musik und Lyrik erwarb. Er arbeitete ab den 1990er-Jahren zunächst in der Jazzszene von Colorado; erste Aufnahmen entstanden 1991 mit Fred Hess, Ron Miles und Art Lande (Sweet Thunder). In den folgenden Jahren spielte er u. a. mit Laura Newman und Sam Coffmaan, war aber auch als Lehrer tätig. 2006 zog er nach New Jersey, um das Graduiertenstudium an der Rutgers University und an der Mason Gross School of the Arts zu absolvieren; Unterricht hatte er bei Victor Lewis.
Ab 2007 war Royston Mitglied des Trios von J. D. Allen III. Außerdem spielte er in New York in den Bands von Ben Allison, Alex Norris, Dave Douglas, Aruán Ortiz/Michael Janisch, Mike DiRubbo, Steve Cardenas, Brian Landrus, Bill Frisell, Bruce Barth, Linda Oh, Tia Fuller, Jim Snidero, Michael Blake, Béla Szakcsi Lakatos, Rudresh Mahanthappa, Joe Magnarelli, Luis Perdomo, Doug Webb, James Brandon Lewis und George Colligan. Zu hören war er u. a. auch auf Ron Miles’ Album Laughing Barrel (2003), Mike DiRubbos Chronos (2011), Nadje Noordhuis’ Full Circle (2022), auf Josh Lawrence’ Measured Response (2024) und Chris Cheeks Keepers of the Eastern Door (2025).
Unter eigenem Namen legte Royston die Alben 303, Rise of Orion und Flatbed Buggy vor. Im Bereich des Jazz war er zwischen 1991 und 2017 an 81 Aufnahmesessions beteiligt. Royston lebt in der Piscataway Township in New Jersey.

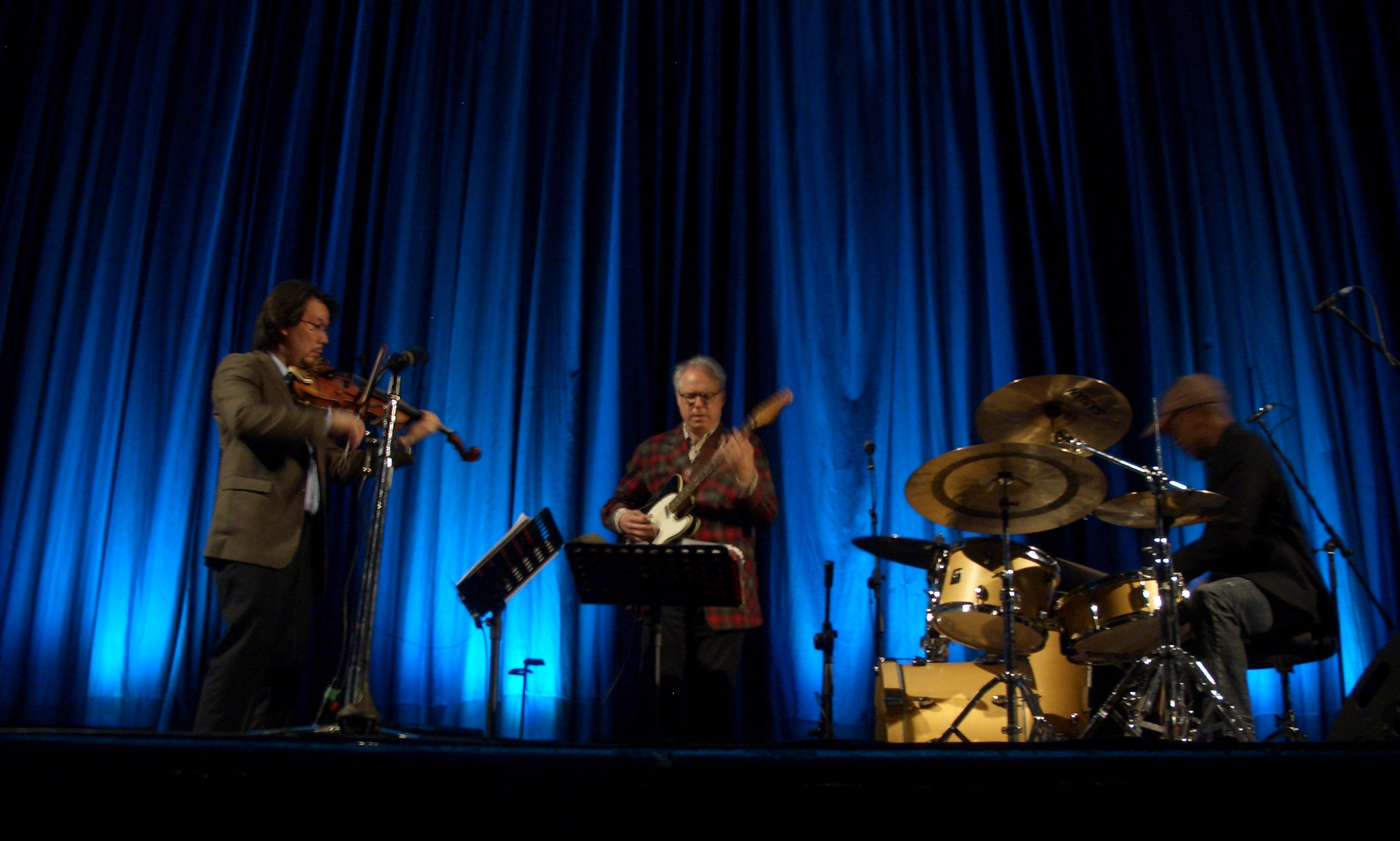
Rudy Royston (rechts) mit Bill Frisell und Eyvind Kang bei einem Auftritt in Catania 2014

Rudy Royton ist mit der Pianistin Shamie Royston verheiratet, mit der er auch zusammenarbeitet.

## Diskographische Hinweise
- 303 (Greenleaf, 2013), mit Nadje Noordhuis, Jon Irabagon, Sam Harris, Nir Felder, Mimi Jones, Yasushi Nakamura
- Rise of Orion (Greenleaf, 2016), mit Jon Irabagon, Yasushi Nakamura
- Flatbed Buggy (Greenleaf, 2018), mit John Ellis, Gary Versace, Hank Roberts, Joe Martin
- PanOptic (2020) solo
- JD Allen: Americana Vol. 2 (Savant, 2022)
- Day (Greenleaf, 2023)